# Loretta Lux
Loretta Lux, född 1969, är en tysk fotograf. Hon är bland annat känd för sina surrealistiska porträtt.